# Zhao Ziyang

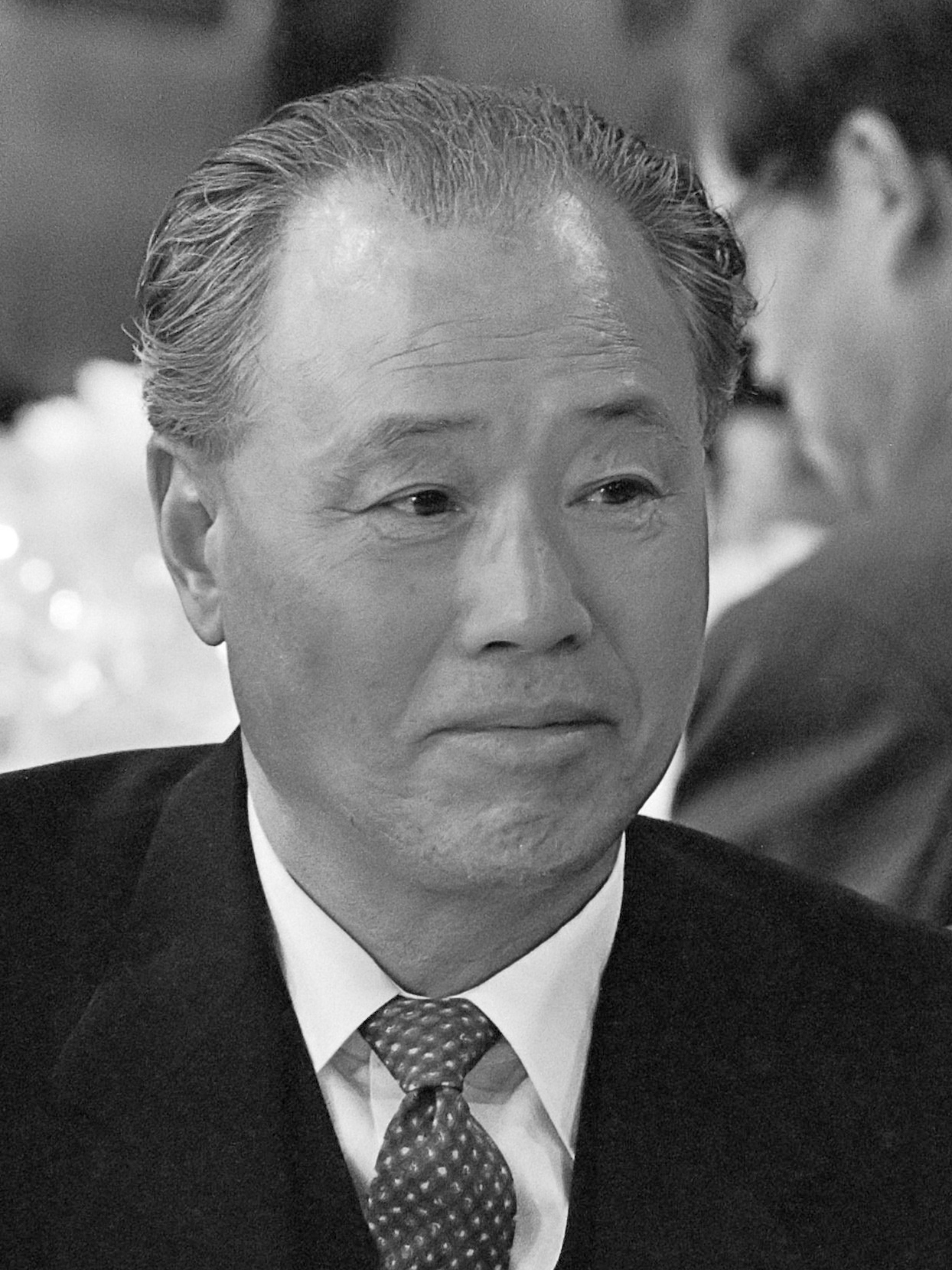
Zhao Ziyang (1985)

Zhao Ziyang (vereenvoudigd Chinees: 赵紫阳, traditioneel Chinees: 趙紫陽, pinyin: Zhào Zǐyáng, Kantonees: Chiew Chie-Yeung) (Anyang, 17 oktober 1919 - Peking, 17 januari 2005) was een Chinees politiek leider uit Henan.

## Vroege loopbaan
Zhao begon zijn – communistische – loopbaan toen hij zich in 1938 bij de Chinese Communistische Partij (CCP) aansloot. Na de communistische machtsovername in 1949 steeg hij steeds verder op de politieke ladder. Zo werd hij eerst onderminister in de provincie Guangdong, waar hij in 1959 een antihamstercampagne opzette toen hij ontdekte dat er in de communes graan werd gehamsterd. In 1965 werd hij er partijchef. Omdat hij hervormingen in de landbouwsector had doorgevoerd werd ook hij slachtoffer van de Culturele Revolutie in 1968. Daarbij werd hij door persbureau Xinhua betiteld als een "agent van de Chinese Chroesjtsjov [Liu Shaoqi] (...), bezig aan een misdadig complot tot herstel van het kapitalisme in Guangdong". Als gevolg hiervan werd hij als monteur in een fabriek te werk gesteld.
Dit betekende echter niet het einde van Zhao's politieke carrière. Al tijdens de Culturele Revolutie werd hij gerehabiliteerd en werd hij partijsecretaris  van de provincie Binnen-Mongolië en in 1975 partijsecretaris van de provincie Sichuan. Daar zette hij de toon voor de latere nationale economische hervormingen door stappen in de richting van het kapitalisme te zetten wat deze provincie geen windeieren legde. Hierdoor werd hij een van de populairste politici in China.

## Secretaris-generaal en premier

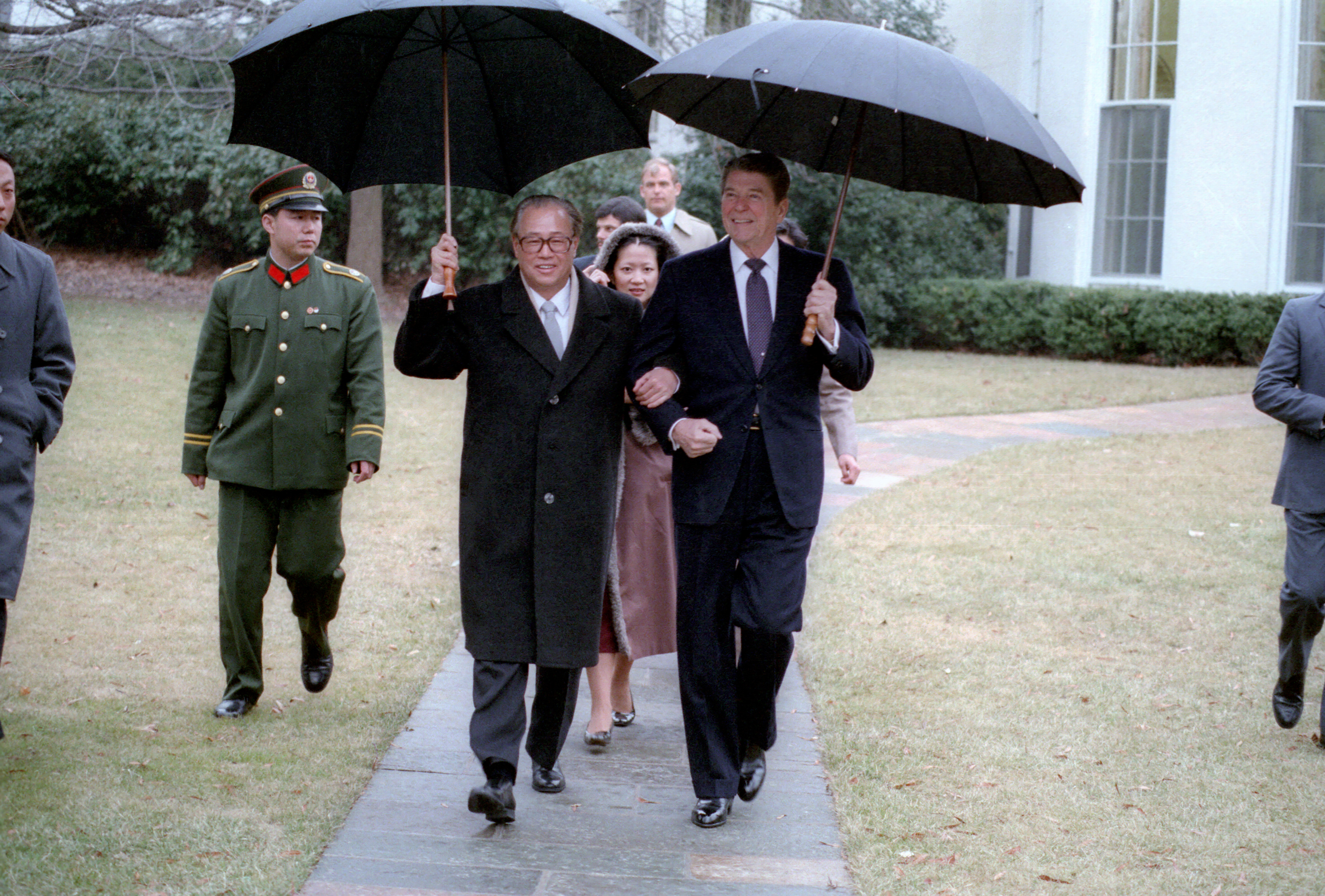
Zhao als premier op bezoek bij de Amerikaanse president Reagan (1984)

Een en ander resulteerde erin dat hij in 1979 werd opgenomen in het Politburo, door partijleider Deng Xiaoping in 1980 tot premier van China werd gemaakt en het in 1987 zelfs bracht tot secretaris-generaal van de Chinese communistische partij. Zijn premierschap ging over op de conservatieve Li Peng. Secretaris-generaal was Zhao van 11 november 1987 tot 23 juni 1989. In deze functie trachtte hij de overheersing van de communistische partij aan banden te leggen, en meer scheiding tussen de regering en de partij te bereiken. Deng Xiaoping hield zich van deze plannen afzijdig. Wel wist Zhao samen met Deng en Hu Yaobang de Chinese economie een geweldige impuls te geven door allerlei economische maatregelen te nemen zoals het instellen van zones waar buitenlandse investeringen plaats mochten vinden en door het stimuleren van de kustprovincies om de rol van economisch voortrekker te laten spelen.

## Studentenprotest
In juni 1989 werd hij uit zijn politieke functie ontheven omdat het regime vond dat zijn houding ten opzichte van het studentenprotest op het Plein van de Hemelse Vrede (het Tiananmenprotest) in de hoofdstad Peking te toegevend was. Op het hoogtepunt van de acties had hij op 19 mei 1989 met een megafoon in de hand de betogers toegesproken met de woorden dat hij 'te laat' was gekomen. Hij uitte toen op niemand kritiek en verklaarde zijn woorden niet nader, maar velen interpreteren ze als wilde hij zeggen dat hij 'te laat' was gekomen om de actievoerders te kunnen redden en als wilde hij hun aanraden het plein te verlaten voordat het te laat was. De volgende dag (20 mei 1989) werd de staat van beleg afgekondigd en op 4 juni openden soldaten van het Volksbevrijdingsleger het vuur op de demonstranten. Zhao Ziyang werd hierna door het regime tot het einde van zijn leven onder huisarrest geplaatst.

## Overlijden
Daar Zhao Ziyang in ongenade was gevallen en daardoor geheel van het politieke toneel was verdwenen, werd zijn dood nauwelijks door de staatsmedia vermeld.

## Memoires
Tijdens zijn huisarrest heeft Zhao in het geheim zijn memoires op dertig geluidsbanden ingesproken. Deze banden gaf hij aan verschillende vrienden mee, en werden later weer bij elkaar gebracht en getranscribeerd. Uiteindelijk werden de memoires voor het eerst in 2009 in het Engels gepubliceerd, onder de titel Prisoner of the State. The secret journals of premier Zhao Ziyang. In de memoires vertelt Zhao over zijn politieke carrière vanaf eind jaren zeventig, maar gaat het vooral over de laatste drie jaar tot aan de gebeurtenissen in 1989. Niet alleen vertelt Zhao over de gebeurtenissen uit die periode, maar geeft hij ook een kijkje achter de schermen van de top van de CCP. Uit zijn memoires blijkt dat er in die top voortdurend onenigheid is over de te varen politieke koers. Hu Yaobang en Zhao zijn voorstanders van (economische) hervormingen, terwijl conservatieve figuren als Li Peng hier juist tegen zijn. Dit culmineert uiteindelijk in onenigheid over de aanpak van het studentenprotest in 1989, waarbij de conservatieven uiteindelijk hun zin krijgen, en het protest met geweld wordt onderdrukt.
- Bibsys: 90401729
- Biblioteca Nacional de España: XX5070092
- Bibliothèque nationale de France: cb16245875g (data)
- Catàleg d'autoritats de noms i títols de Catalunya: 981058518014506706
- CiNii: DA14749713
- Gemeinsame Normdatei: 119012723
- International Standard Name Identifier: 0000 0001 0718 893X
- Library of Congress Control Number: n82132851
- National Central Library: 1361500
- Bibliotheek van het Japanse parlement: 00626991
- Nationale Bibliotheek van Tsjechië: xx0214988
- Nationale bibliotheek van Australië: 36456301
- Nationale Bibliotheek van Israël: 987007428075405171
- Nederlandse Thesaurus van Auteursnamen: 140549595
- Réseau des bibliothèques de Suisse occidentale: 02-A000181583
- LIBRIS: 332053
- Système universitaire de documentation: 076648729
- Trove: 1257831
- Virtual International Authority File: 79407319
- WorldCat: E39PBJtRHKt6TCDrJ8H4Q7cdcP